# 고령초등학교
고령초등학교는 대한민국 경상북도 고령군에 있는 초등학교다.

## 학교 연혁
- 1906년 7월 2일 고령보통학교 개교
- 1911년 9월 1일 고령공립보통학교로 개칭(현위치: 대가야공원)
- 1922년 4월 1일 6년제 연장
- 1938년 4월 1일 금림공립심상소학교로 개칭
- 1941년 4월 1일 금림공립국민학교로 개칭
- 1946년 6월 25일 고령국민학교로 개칭
- 1949년 3월 2일 교사 이전(현위치: 대가야읍 왕정길 10)
- 1994년	2월 4일 다목적 강당 준공
- 1994년 3월 1일 내곡국민학교 통폐합
- 1996년	3월 1일 고령초등학교로 명칭 변경
- 2006년	7월 2일 개교 100주년 행사 및 100주년 기념관 조성
- 2009년 8월 30일 영어전용교실 개축 준공
- 2009년 9월 10일 본관 교사 개축
- 2009년 12월 10일 운동장 생활체육시설(우레탄) 준공
- 2011년 8월 25일 후관 교실 및 복도 리모델링
- 2013년 8월 28일 과학실 및 도서관 리모델링
- 2016년	1월 27일 왕정관(강당) 리모델링
- 2019년 7월 24일 수학체험교실 구축
- 2019년 9월 1일 제39대 진상배 교장 부임
- 2020년 2월 7일 제110회 졸업(졸업생 총수: 17,013명)
- 2020년 3월 2일 2020학년도 입학(4학급, 83명 입학)